# Пошарова розробка потужних пластів
Пошарова розробка потужних пластів (рос. послойная разработка мощных пластов, англ. slice (multilift) mining of thick seams; нім. Schichtenabbau m der mächtigen Flöze) — поділ пласта на окремі шари, кожен з яких розробляється як пласт середньої потужності. Поділ може здійснюватися на похилі горизонтальні, поперечно похилі та діагональні шари. Вибір способу поділу визначається будовою, потужністю та кутом спаду пласта, засобами механізації, економічними чинниками. Порядок відробки шарів може бути висхідним та спадним. 